# Ordine dell'Oman
L'Ordine dell'Oman (in arabo: Wisām al-Sharīf al-ʿUmān), è un ordine cavalleresco concesso dall'Oman che costituisce la classe suprema dell'Ordine civile dell'Oman e dell'Ordine militare dell'Oman.

## Storia
L'Ordine dell'Oman venne creato nel 1982 dal sultano Qabus dell'Oman per quanti si fossero guadagnati dei meriti notevoli verso lo stato e verso la casa reale.

## Classi
L'Ordine dispone della sola classe di Membro di Classe Speciale.

## Insegne
Il nastro è rosso con una striscia verde per parte.